# Fédération nationale des syndicats maritimes CGT
La Fédération nationale des syndicats maritimes est une fédération des syndicats de travailleurs du domaine maritime adhérents à la confédération générale du travail, à l'exception des officiers de la marine marchande qui ont leur propre fédération (FOMM-CGT) et des travailleurs des ports et des docks (Dockers CGT). Elle est affiliée à la Fédération internationale des ouvriers du transport. 